# U-17-Handball-Europameisterschaft der Frauen 2021
Die 15. U-17-Handball-Europameisterschaft der Frauen wurde vom 5. August bis 15. August 2021 in Montenegro ausgetragen. Veranstalter war die Europäische Handballföderation (EHF). Ungarn gelang die Titelverteidigung.

## Vorrunde
Die Auslosung der Vorrundengruppen der U-17-Handball-Europameisterschaft der Frauen 2021 fand am 10. Februar 2021 in Österreich statt. In der Vorrunde spielte jede Mannschaft einer Gruppe einmal gegen jedes andere Team in der gleichen Gruppe. Die jeweils besten zwei Mannschaften jeder Gruppe qualifizierten sich für die Hauptrunde, die Gruppendritten und Gruppenvierten qualifizierten sich für die Zwischenrunde.

### Gruppe A
| Pl. | Land       | Sp. | S | U | N | Tore    | Diff. | Punkte |
| --- | ---------- | --- | - | - | - | ------- | ----- | ------ |
| 1.  | Montenegro | 3   | 2 | 0 | 1 | 083:660 | +17   | 04:20  |
| 2.  | Dänemark   | 3   | 2 | 0 | 1 | 080:620 | +18   | 04:20  |
| 3.  | Schweiz    | 3   | 2 | 0 | 1 | 084:830 | +1    | 04:20  |
| 4.  | Österreich | 3   | 0 | 0 | 3 | 060:960 | −36   | 00:60  |

Bei Punktgleichheit entschied der direkte Vergleich.
| 5. August 2021 18:00 Uhr | Dänemark                                 | 18:25        | Montenegro                    | Verde Complex, Podgorica Zuschauer: 250 Schiedsrichter: Andrej Budzák, Michal Záhradník |
| 5. August 2021 18:00 Uhr | meiste Tore: Laura Maria Borg Thestrup 4 | (12:12)      | meiste Tore: Lana Pavićević 6 | Verde Complex, Podgorica Zuschauer: 250 Schiedsrichter: Andrej Budzák, Michal Záhradník |
| 5. August 2021 18:00 Uhr | Strafen: 5×                              | Spielbericht | Strafen: 8×                   | Verde Complex, Podgorica Zuschauer: 250 Schiedsrichter: Andrej Budzák, Michal Záhradník |

| 5. August 2021 20:00 Uhr | Österreich                      | 24:35        | Schweiz                      | Verde Complex, Podgorica Zuschauer: 30 Schiedsrichter: Christian Hannes, David Hannes |
| 5. August 2021 20:00 Uhr | meiste Tore: Santina Sabatnig 7 | (11:17)      | meiste Tore: Sev Albrecht 10 | Verde Complex, Podgorica Zuschauer: 30 Schiedsrichter: Christian Hannes, David Hannes |
| 5. August 2021 20:00 Uhr | Strafen: 6×                     | Spielbericht | Strafen: 5×                  | Verde Complex, Podgorica Zuschauer: 30 Schiedsrichter: Christian Hannes, David Hannes |

| 6. August 2021 18:00 Uhr | Montenegro                    | 32:21        | Österreich                   | Verde Complex, Podgorica Zuschauer: 120 Schiedsrichter: Alain Rauchs, Philippe Linster |
| 6. August 2021 18:00 Uhr | meiste Tore: Lana Pavićević 6 | (15:10)      | meiste Tore: Daniela Weber 5 | Verde Complex, Podgorica Zuschauer: 120 Schiedsrichter: Alain Rauchs, Philippe Linster |
| 6. August 2021 18:00 Uhr | Strafen: 1× 3×                | Spielbericht | Strafen: 3×                  | Verde Complex, Podgorica Zuschauer: 120 Schiedsrichter: Alain Rauchs, Philippe Linster |

| 6. August 2021 20:00 Uhr | Schweiz                    | 22:33        | Dänemark                       | Verde Complex, Podgorica Zuschauer: 80 Schiedsrichter: Ruud Geraets, Paul Geraets |
| 6. August 2021 20:00 Uhr | meiste Tore: Sara Zaetta 7 | (9:14)       | meiste Tore: Julie Scaglione 5 | Verde Complex, Podgorica Zuschauer: 80 Schiedsrichter: Ruud Geraets, Paul Geraets |
| 6. August 2021 20:00 Uhr | Strafen: 1× 3×             | Spielbericht | Strafen: 1×                    | Verde Complex, Podgorica Zuschauer: 80 Schiedsrichter: Ruud Geraets, Paul Geraets |

| 8. August 2021 18:00 Uhr | Montenegro                     | 26:27        | Schweiz                       | Verde Complex, Podgorica Zuschauer: 200 Schiedsrichter: Francesco Simone, Pietro Monitillo |
| 8. August 2021 18:00 Uhr | meiste Tore: Jelena Vukčević 5 | (12:15)      | meiste Tore: Mia Emmenegger 9 | Verde Complex, Podgorica Zuschauer: 200 Schiedsrichter: Francesco Simone, Pietro Monitillo |
| 8. August 2021 18:00 Uhr | Strafen: 5×                    | Spielbericht | Strafen: 1× 4×                | Verde Complex, Podgorica Zuschauer: 200 Schiedsrichter: Francesco Simone, Pietro Monitillo |

| 8. August 2021 20:00 Uhr | Dänemark                                                            | 29:15        | Österreich                                          | Verde Complex, Podgorica Zuschauer: 70 Schiedsrichter: Dsmitryj Nabokau, Sjarhej Kulik |
| 8. August 2021 20:00 Uhr | meiste Tore: Sara Teljigovic Ibranovic, Filippa Nedovic Larsen je 4 | (16:8)       | meiste Tore: Daniela Weber, Viktoria Polanszky je 3 | Verde Complex, Podgorica Zuschauer: 70 Schiedsrichter: Dsmitryj Nabokau, Sjarhej Kulik |
| 8. August 2021 20:00 Uhr | Strafen: 1× 3×                                                      | Spielbericht | Strafen: 1×                                         | Verde Complex, Podgorica Zuschauer: 70 Schiedsrichter: Dsmitryj Nabokau, Sjarhej Kulik |

### Gruppe B
| Pl. | Land      | Sp. | S | U | N | Tore     | Diff. | Punkte |
| --- | --------- | --- | - | - | - | -------- | ----- | ------ |
| 1.  | Russland  | 3   | 3 | 0 | 0 | 0106:740 | +32   | 06:00  |
| 2.  | Kroatien  | 3   | 2 | 0 | 1 | 088:890  | −1    | 04:20  |
| 3.  | Schweden  | 3   | 1 | 0 | 2 | 076:850  | −9    | 02:40  |
| 4.  | Slowenien | 3   | 0 | 0 | 3 | 066:880  | −22   | 00:60  |

| 5. August 2021 13:45 Uhr | Schweden                       | 21:18        | Slowenien                    | Verde Complex, Podgorica Zuschauer: 50 Schiedsrichter: Sherif Xhema, Besfort Jahja |
| 5. August 2021 13:45 Uhr | meiste Tore: Emma Mihailovic 6 | (12:7)       | meiste Tore: Nena Černigoj 5 | Verde Complex, Podgorica Zuschauer: 50 Schiedsrichter: Sherif Xhema, Besfort Jahja |
| 5. August 2021 13:45 Uhr | Strafen: 2×                    | Spielbericht | Strafen: 1× 4×               | Verde Complex, Podgorica Zuschauer: 50 Schiedsrichter: Sherif Xhema, Besfort Jahja |

| 5. August 2021 15:45 Uhr | Russia                             | 37:23        | Kroatien                     | Verde Complex, Podgorica Zuschauer: 60 Schiedsrichter: Francesco Simone, Pietro Monitillo |
| 5. August 2021 15:45 Uhr | meiste Tore: Alina Reschetnikowa 6 | (15:10)      | meiste Tore: Katja Vuković 6 | Verde Complex, Podgorica Zuschauer: 60 Schiedsrichter: Francesco Simone, Pietro Monitillo |
| 5. August 2021 15:45 Uhr | Strafen: 4×                        | Spielbericht | Strafen: 9×                  | Verde Complex, Podgorica Zuschauer: 60 Schiedsrichter: Francesco Simone, Pietro Monitillo |

| 6. August 2021 14:00 Uhr | Kroatien                 | 33:27        | Schweden                    | Verde Complex, Podgorica Zuschauer: 100 Schiedsrichter: Dsmitryj Nabokau, Sjarhej Kulik |
| 6. August 2021 14:00 Uhr | meiste Tore: Iva Bule 10 | (17:15)      | meiste Tore: Sol Karlsson 8 | Verde Complex, Podgorica Zuschauer: 100 Schiedsrichter: Dsmitryj Nabokau, Sjarhej Kulik |
| 6. August 2021 14:00 Uhr | Strafen: 2× 4×           | Spielbericht | Strafen: 1×                 | Verde Complex, Podgorica Zuschauer: 100 Schiedsrichter: Dsmitryj Nabokau, Sjarhej Kulik |

| 6. August 2021 16:00 Uhr | Slowenien                    | 23:35        | Russland                     | Verde Complex, Podgorica Schiedsrichter: Christian Hannes, David Hannes |
| 6. August 2021 16:00 Uhr | meiste Tore: Nena Černigoj 8 | (11:20)      | meiste Tore: Jewa Issakowa 7 | Verde Complex, Podgorica Schiedsrichter: Christian Hannes, David Hannes |
| 6. August 2021 16:00 Uhr | Strafen: 6×                  | Spielbericht | Strafen: 1× 3×               | Verde Complex, Podgorica Schiedsrichter: Christian Hannes, David Hannes |

| 8. August 2021 14:00 Uhr | Schweden                                                     | 28:34        | Russland                            | Verde Complex, Podgorica Zuschauer: 50 Schiedsrichter: Andrej Budzák, Michal Záhradník |
| 8. August 2021 14:00 Uhr | meiste Tore: Alice Salmi, Thea Kylberg, Stella Huselius je 4 | (11:16)      | meiste Tore: Alina Reschetnikowa 10 | Verde Complex, Podgorica Zuschauer: 50 Schiedsrichter: Andrej Budzák, Michal Záhradník |
| 8. August 2021 14:00 Uhr | Strafen: 2× 7×                                               | Spielbericht | Strafen: 4×                         | Verde Complex, Podgorica Zuschauer: 50 Schiedsrichter: Andrej Budzák, Michal Záhradník |

| 8. August 2021 16:00 Uhr | Slowenien                 | 25:32        | Kroatien                     | Verde Complex, Podgorica Zuschauer: 200 Schiedsrichter: Marko Sekulić, Vladimir Jovandić |
| 8. August 2021 16:00 Uhr | meiste Tore: Azra Zulić 9 | (11:18)      | meiste Tore: Katja Vuković 9 | Verde Complex, Podgorica Zuschauer: 200 Schiedsrichter: Marko Sekulić, Vladimir Jovandić |
| 8. August 2021 16:00 Uhr | Strafen: 4×               | Spielbericht | Strafen: 1× 6×               | Verde Complex, Podgorica Zuschauer: 200 Schiedsrichter: Marko Sekulić, Vladimir Jovandić |

### Gruppe C
| Pl. | Land     | Sp. | S | U | N | Tore     | Diff. | Punkte |
| --- | -------- | --- | - | - | - | -------- | ----- | ------ |
| 1.  | Ungarn   | 3   | 3 | 0 | 0 | 0108:500 | +58   | 06:00  |
| 2.  | Norwegen | 3   | 2 | 0 | 1 | 080:670  | +13   | 04:20  |
| 3.  | Portugal | 3   | 0 | 1 | 2 | 070:950  | −25   | 01:50  |
| 4.  | Slowakei | 3   | 0 | 1 | 2 | 051:970  | −46   | 01:50  |

| 5. August 2021 18:00 Uhr | Ungarn                                                      | 40:13        | Slowakei                                                                            | SC Morača, Podgorica Zuschauer: 100 Schiedsrichter: Dsmitryj Nabokau, Sjarhej Kulik |
| 5. August 2021 18:00 Uhr | meiste Tore: Luca Csíkos, Petra Simon, Dorottya Molnár je 6 | (20:6)       | meiste Tore: Anna Mészáros, Dominika Brnová, Dorota Bačenková, Mária Štrbáňová je 2 | SC Morača, Podgorica Zuschauer: 100 Schiedsrichter: Dsmitryj Nabokau, Sjarhej Kulik |
| 5. August 2021 18:00 Uhr | Strafen: 1× 2×                                              | Spielbericht | Strafen: 2×                                                                         | SC Morača, Podgorica Zuschauer: 100 Schiedsrichter: Dsmitryj Nabokau, Sjarhej Kulik |

| 5. August 2021 20:00 Uhr | Norwegen                          | 31:25        | Portugal                         | SC Morača, Podgorica Zuschauer: 75 Schiedsrichter: Ruud Geraets, Paul Geraets |
| 5. August 2021 20:00 Uhr | meiste Tore: Emma Helland-Døvle 6 | (17:14)      | meiste Tore: Carmen Figueiredo 5 | SC Morača, Podgorica Zuschauer: 75 Schiedsrichter: Ruud Geraets, Paul Geraets |
| 5. August 2021 20:00 Uhr | Strafen: 3×                       | Spielbericht | Strafen: 5×                      | SC Morača, Podgorica Zuschauer: 75 Schiedsrichter: Ruud Geraets, Paul Geraets |

| 6. August 2021 18:00 Uhr | Portugal                     | 22:41        | Ungarn                                              | SC Morača, Podgorica Zuschauer: 120 Schiedsrichter: Marko Sekulić, Vladimir Jovandić |
| 6. August 2021 18:00 Uhr | meiste Tore: Mariana Silva 7 | (10:20)      | meiste Tore: Liliána Csernyánszki, Petra Simon je 6 | SC Morača, Podgorica Zuschauer: 120 Schiedsrichter: Marko Sekulić, Vladimir Jovandić |
| 6. August 2021 18:00 Uhr | Strafen: 5×                  | Spielbericht | Strafen: 7×                                         | SC Morača, Podgorica Zuschauer: 120 Schiedsrichter: Marko Sekulić, Vladimir Jovandić |

| 6. August 2021 20:00 Uhr | Slowakei                     | 15:34        | Norwegen                           | SC Morača, Podgorica Zuschauer: 100 Schiedsrichter: Anton Pawljukow, Konstantin Jerschow |
| 6. August 2021 20:00 Uhr | meiste Tore: Anna Mészáros 6 | (6:15)       | meiste Tore: Nicoline Jullumstrø 7 | SC Morača, Podgorica Zuschauer: 100 Schiedsrichter: Anton Pawljukow, Konstantin Jerschow |
| 6. August 2021 20:00 Uhr | Strafen: 8× 1×               | Spielbericht | Strafen: 5×                        | SC Morača, Podgorica Zuschauer: 100 Schiedsrichter: Anton Pawljukow, Konstantin Jerschow |

| 8. August 2021 18:00 Uhr | Ungarn                    | 27:15        | Norwegen                    | SC Morača, Podgorica Zuschauer: 150 Schiedsrichter: Alain Rauchs, Philippe Linster |
| 8. August 2021 18:00 Uhr | meiste Tore: Lili Bucsi 6 | (15:8)       | meiste Tore: Mathea Enger 3 | SC Morača, Podgorica Zuschauer: 150 Schiedsrichter: Alain Rauchs, Philippe Linster |
| 8. August 2021 18:00 Uhr | Strafen: 3×               | Spielbericht | Strafen: 2×                 | SC Morača, Podgorica Zuschauer: 150 Schiedsrichter: Alain Rauchs, Philippe Linster |

| 8. August 2021 20:00 Uhr | Slowakei                        | 23:23        | Portugal                       | SC Morača, Podgorica Zuschauer: 85 Schiedsrichter: Stefan Ivanović, Marko Vujisić |
| 8. August 2021 20:00 Uhr | meiste Tore: Dorota Bačenková 9 | (11:13)      | meiste Tore: Naíde Gonçalves 5 | SC Morača, Podgorica Zuschauer: 85 Schiedsrichter: Stefan Ivanović, Marko Vujisić |
| 8. August 2021 20:00 Uhr | Strafen: 9×                     | Spielbericht | Strafen: 1× 7×                 | SC Morača, Podgorica Zuschauer: 85 Schiedsrichter: Stefan Ivanović, Marko Vujisić |

### Gruppe D
| Pl. | Land        | Sp. | S | U | N | Tore     | Diff. | Punkte |
| --- | ----------- | --- | - | - | - | -------- | ----- | ------ |
| 1.  | Rumänien    | 3   | 3 | 0 | 0 | 091:770  | +14   | 06:00  |
| 2.  | Deutschland | 3   | 2 | 0 | 1 | 097:810  | +16   | 04:20  |
| 3.  | Frankreich  | 3   | 1 | 0 | 2 | 090:840  | +6    | 02:40  |
| 4.  | Tschechien  | 3   | 0 | 0 | 3 | 078:1140 | −36   | 00:60  |

| 5. August 2021 14:00 Uhr | Frankreich                | 26:28        | Rumänien                       | SC Morača, Podgorica Zuschauer: 100 Schiedsrichter: Anton Pawljukow, Konstantin Jerschow |
| 5. August 2021 14:00 Uhr | meiste Tore: Lylou Borg 7 | (14:12)      | meiste Tore: Alisia Boiciuc 12 | SC Morača, Podgorica Zuschauer: 100 Schiedsrichter: Anton Pawljukow, Konstantin Jerschow |
| 5. August 2021 14:00 Uhr | Strafen: 1× 5×            | Spielbericht | Strafen: 1× 3×                 | SC Morača, Podgorica Zuschauer: 100 Schiedsrichter: Anton Pawljukow, Konstantin Jerschow |

| 5. August 2021 16:00 Uhr | Deutschland                                   | 40:28        | Tschechien                         | SC Morača, Podgorica Zuschauer: 80 Schiedsrichter: Alain Rauchs, Philippe Linster |
| 5. August 2021 16:00 Uhr | meiste Tore: Nieke Kühne, Viola Leuchter je 9 | (21:12)      | meiste Tore: Veronika Gabrhelová 8 | SC Morača, Podgorica Zuschauer: 80 Schiedsrichter: Alain Rauchs, Philippe Linster |
| 5. August 2021 16:00 Uhr | Strafen: 1× 6×                                | Spielbericht | Strafen: 3×                        | SC Morača, Podgorica Zuschauer: 80 Schiedsrichter: Alain Rauchs, Philippe Linster |

| 6. August 2021 14:00 Uhr | Tschechien                        | 23:38        | Frankreich                     | SC Morača, Podgorica Zuschauer: 100 Schiedsrichter: Stefan Ivanović, Marko Vujisić |
| 6. August 2021 14:00 Uhr | meiste Tore: Šárka Kapusniaková 4 | (8:19)       | meiste Tore: Salomé Pourchez 6 | SC Morača, Podgorica Zuschauer: 100 Schiedsrichter: Stefan Ivanović, Marko Vujisić |
| 6. August 2021 14:00 Uhr | Strafen: 1× 6×                    | Spielbericht | Strafen: 5×                    | SC Morača, Podgorica Zuschauer: 100 Schiedsrichter: Stefan Ivanović, Marko Vujisić |

| 6. August 2021 16:00 Uhr | Rumänien                        | 27:24        | Deutschland                                                   | SC Morača, Podgorica Zuschauer: 200 Schiedsrichter: Francesco Simone, Pietro Monitillo |
| 6. August 2021 16:00 Uhr | meiste Tore: Diana Lixăndroiu 9 | (12:8)       | meiste Tore: Nieke Kühne, Matilda Ehlert, Viola Leuchter je 5 | SC Morača, Podgorica Zuschauer: 200 Schiedsrichter: Francesco Simone, Pietro Monitillo |
| 6. August 2021 16:00 Uhr | Strafen: 2× 4×                  | Spielbericht | Strafen: 1× 11× 1×                                            | SC Morača, Podgorica Zuschauer: 200 Schiedsrichter: Francesco Simone, Pietro Monitillo |

| 8. August 2021 14:00 Uhr | Frankreich                                 | 26:33        | Deutschland                 | SC Morača, Podgorica Zuschauer: 100 Schiedsrichter: Sherif Xhema, Besfort Jahja |
| 8. August 2021 14:00 Uhr | meiste Tore: Lylou Borg, Lilou Pintat je 7 | (9:15)       | meiste Tore: Nieke Kühne 13 | SC Morača, Podgorica Zuschauer: 100 Schiedsrichter: Sherif Xhema, Besfort Jahja |
| 8. August 2021 14:00 Uhr | Strafen: 2×                                | Spielbericht | Strafen: 2× 7×              | SC Morača, Podgorica Zuschauer: 100 Schiedsrichter: Sherif Xhema, Besfort Jahja |

| 8. August 2021 16:00 Uhr | Rumänien                                                    | 36:27        | Tschechien                            | SC Morača, Podgorica Zuschauer: 95 Schiedsrichter: Ruud Geraets, Paul Geraets |
| 8. August 2021 16:00 Uhr | meiste Tore: Costinela Beatrice Raicea, Alisia Boiciuc je 6 | (24:12)      | meiste Tore: Simona Schreibmeierová 7 | SC Morača, Podgorica Zuschauer: 95 Schiedsrichter: Ruud Geraets, Paul Geraets |
| 8. August 2021 16:00 Uhr | Strafen: 1×                                                 | Spielbericht | Strafen: 5×                           | SC Morača, Podgorica Zuschauer: 95 Schiedsrichter: Ruud Geraets, Paul Geraets |

## Hauptrunde
In dieser Runde nahmen die erst- und zweitplatzierten Teams aus der Vorrunde teil. Das Spiel aus der Vorrunde wurde mit in die Hauptrunde genommen.

### Gruppe M1
| Pl. | Land       | Sp. | S | U | N | Tore     | Diff. | Punkte |
| --- | ---------- | --- | - | - | - | -------- | ----- | ------ |
| 1.  | Russland   | 3   | 3 | 0 | 0 | 0106:680 | +38   | 06:00  |
| 2.  | Dänemark   | 3   | 1 | 0 | 2 | 082:810  | +1    | 02:40  |
| 3.  | Montenegro | 3   | 1 | 0 | 2 | 061:760  | −15   | 02:40  |
| 4.  | Kroatien   | 3   | 1 | 0 | 2 | 068:920  | −24   | 02:40  |

| 10. August 2021 18:00 Uhr | Montenegro                                                          | 16:35        | Russland                    | Verde Complex, Podgorica Zuschauer: 250 Schiedsrichter: Christian Hannes, David Hannes |
| 10. August 2021 18:00 Uhr | meiste Tore: Mia Ražnatović, Nikolina Marković, Tijana Lutovac je 3 | (6:13)       | meiste Tore: Alina Sokowa 5 | Verde Complex, Podgorica Zuschauer: 250 Schiedsrichter: Christian Hannes, David Hannes |
| 10. August 2021 18:00 Uhr | Strafen: 1× 6×                                                      | Spielbericht | Strafen: 1×                 | Verde Complex, Podgorica Zuschauer: 250 Schiedsrichter: Christian Hannes, David Hannes |

| 10. August 2021 20:00 Uhr | Dänemark                        | 35:22        | Kroatien                     | Verde Complex, Podgorica Zuschauer: 75 Schiedsrichter: Alain Rauchs, Philippe Linster |
| 10. August 2021 20:00 Uhr | meiste Tore: Julie Scaglione 14 | (18:12)      | meiste Tore: Katja Vuković 6 | Verde Complex, Podgorica Zuschauer: 75 Schiedsrichter: Alain Rauchs, Philippe Linster |
| 10. August 2021 20:00 Uhr | Strafen: 2×                     | Spielbericht | Strafen: 8×                  | Verde Complex, Podgorica Zuschauer: 75 Schiedsrichter: Alain Rauchs, Philippe Linster |

| 11. August 2021 18:00 Uhr | Kroatien                     | 23:20        | Montenegro                     | Verde Complex, Podgorica Zuschauer: 200 Schiedsrichter: Dsmitryj Nabokau, Sjarhej Kulik |
| 11. August 2021 18:00 Uhr | meiste Tore: Katja Vuković 9 | (12:11)      | meiste Tore: Jelena Vukčević 7 | Verde Complex, Podgorica Zuschauer: 200 Schiedsrichter: Dsmitryj Nabokau, Sjarhej Kulik |
| 11. August 2021 18:00 Uhr | Strafen: 1× 5×               | Spielbericht | Strafen: 1× 3×                 | Verde Complex, Podgorica Zuschauer: 200 Schiedsrichter: Dsmitryj Nabokau, Sjarhej Kulik |

| 11. August 2021 20:00 Uhr | Russland                           | 34:29        | Dänemark                       | Verde Complex, Podgorica Zuschauer: 50 Schiedsrichter: Ruud Geraets, Paul Geraets |
| 11. August 2021 20:00 Uhr | meiste Tore: Alina Reschetnikowa 9 | (15:15)      | meiste Tore: Julie Scaglione 9 | Verde Complex, Podgorica Zuschauer: 50 Schiedsrichter: Ruud Geraets, Paul Geraets |
| 11. August 2021 20:00 Uhr | Strafen: 1×                        | Spielbericht | Strafen: 5×                    | Verde Complex, Podgorica Zuschauer: 50 Schiedsrichter: Ruud Geraets, Paul Geraets |

### Gruppe M2
| Pl. | Land        | Sp. | S | U | N | Tore    | Diff. | Punkte |
| --- | ----------- | --- | - | - | - | ------- | ----- | ------ |
| 1.  | Ungarn      | 3   | 3 | 0 | 0 | 085:560 | +29   | 06:00  |
| 2.  | Deutschland | 3   | 1 | 0 | 2 | 075:790 | −4    | 02:40  |
| 3.  | Rumänien    | 3   | 1 | 0 | 2 | 072:800 | −8    | 02:40  |
| 4.  | Norwegen    | 3   | 1 | 0 | 2 | 065:820 | −17   | 02:40  |

| 10. August 2021 18:00 Uhr | Norwegen                                             | 21:27        | Deutschland                   | SC Morača, Podgorica Zuschauer: 50 Schiedsrichter: Francesco Simone, Pietro Monitillo |
| 10. August 2021 18:00 Uhr | meiste Tore: Nicoline Jullumstrø, Oda Fikstvedt je 4 | (9:11)       | meiste Tore: Viola Leuchter 8 | SC Morača, Podgorica Zuschauer: 50 Schiedsrichter: Francesco Simone, Pietro Monitillo |
| 10. August 2021 18:00 Uhr | Strafen: 4×                                          | Spielbericht | Strafen: 1× 3×                | SC Morača, Podgorica Zuschauer: 50 Schiedsrichter: Francesco Simone, Pietro Monitillo |

| 10. August 2021 20:00 Uhr | Ungarn                    | 27:17        | Rumänien                                           | SC Morača, Podgorica Zuschauer: 80 Schiedsrichter: Stefan Ivanović, Marko Vujisić |
| 10. August 2021 20:00 Uhr | meiste Tore: Lili Bucsi 5 | (11:10)      | meiste Tore: Alisia Boiciuc, Diana Lixăndroiu je 5 | SC Morača, Podgorica Zuschauer: 80 Schiedsrichter: Stefan Ivanović, Marko Vujisić |
| 10. August 2021 20:00 Uhr | Strafen: 1× 5×            | Spielbericht | Strafen: 1× 5×                                     | SC Morača, Podgorica Zuschauer: 80 Schiedsrichter: Stefan Ivanović, Marko Vujisić |

| 11. August 2021 18:00 Uhr | Deutschland                   | 24:31        | Ungarn                                              | SC Morača, Podgorica Zuschauer: 90 Schiedsrichter: Marko Sekulić, Vladimir Jovandić |
| 11. August 2021 18:00 Uhr | meiste Tore: Viola Leuchter 8 | (11:16)      | meiste Tore: Petra Simon, Liliána Csernyánszki je 6 | SC Morača, Podgorica Zuschauer: 90 Schiedsrichter: Marko Sekulić, Vladimir Jovandić |
| 11. August 2021 18:00 Uhr | Strafen: 2× 3×                | Spielbericht | Strafen: 1×                                         | SC Morača, Podgorica Zuschauer: 90 Schiedsrichter: Marko Sekulić, Vladimir Jovandić |

| 11. August 2021 20:00 Uhr | Rumänien                              | 28:29        | Norwegen                     | SC Morača, Podgorica Zuschauer: 110 Schiedsrichter: Andrej Budzák, Michal Záhradník |
| 11. August 2021 20:00 Uhr | meiste Tore: Mihaela Andreea Mihai 10 | (14:13)      | meiste Tore: Oda Fikstvedt 6 | SC Morača, Podgorica Zuschauer: 110 Schiedsrichter: Andrej Budzák, Michal Záhradník |
| 11. August 2021 20:00 Uhr | Strafen: 2×                           | Spielbericht | Strafen: 5×                  | SC Morača, Podgorica Zuschauer: 110 Schiedsrichter: Andrej Budzák, Michal Záhradník |

## Finalrunde

### Übersicht
|  | Halbfinale       | Halbfinale |          |    | Finale | Finale |
|  |                  |            |          |    |        |        |
|  | Russland         | 32         |          |    |        |        |
|  | Deutschland      | 34         |          |    |        |        |
|  |                  |            |          |    |        |        |
|  |                  |            |          |    |        |        |
|  | Deutschland      | 19         |          |    |        |        |
|  |                  | Ungarn     | 25       |    |        |        |
|  |                  |            |          |    |        |        |
|  | Spiel um Platz 3 |            |          |    |        |        |
|  |                  |            | Russland | 37 |        |        |
|  | Ungarn           | 33         | Dänemark | 30 |        |        |
|  | Dänemark         | 25         |          |    |        |        |

### Halbfinale
| 13. August 2021 18:00 Uhr | Russland                            | 32:34 n. V.      | Deutschland                    | Verde Complex, Podgorica Zuschauer: 100 Schiedsrichter: Andrej Budzák, Michal Záhradník |
| 13. August 2021 18:00 Uhr | meiste Tore: Alina Reschetnikowa 13 | (18:14), (30:30) | meiste Tore: Viola Leuchter 12 | Verde Complex, Podgorica Zuschauer: 100 Schiedsrichter: Andrej Budzák, Michal Záhradník |
| 13. August 2021 18:00 Uhr | Strafen: 1× 4×                      | Spielbericht     | Strafen: 1× 6×                 | Verde Complex, Podgorica Zuschauer: 100 Schiedsrichter: Andrej Budzák, Michal Záhradník |

| 13. August 2021 20:30 Uhr | Ungarn                     | 33:25        | Dänemark                        | Verde Complex, Podgorica Zuschauer: 150 Schiedsrichter: Francesco Simone, Pietro Monitillo |
| 13. August 2021 20:30 Uhr | meiste Tore: Petra Simon 5 | (19:16)      | meiste Tore: Julie Scaglione 14 | Verde Complex, Podgorica Zuschauer: 150 Schiedsrichter: Francesco Simone, Pietro Monitillo |
| 13. August 2021 20:30 Uhr | Strafen: 3×                | Spielbericht | Strafen: 2×                     | Verde Complex, Podgorica Zuschauer: 150 Schiedsrichter: Francesco Simone, Pietro Monitillo |

### Spiel um Platz 3
| 15. August 2021 15:00 Uhr | Russland                       | 37:30        | Dänemark                               | Verde Complex, Podgorica Zuschauer: 301 Schiedsrichter: Ruud Geraets, Paul Geraets |
| 15. August 2021 15:00 Uhr | meiste Tore: Warwara Semina 11 | (17:16)      | meiste Tore: Kamille Hauge Rasmussen 6 | Verde Complex, Podgorica Zuschauer: 301 Schiedsrichter: Ruud Geraets, Paul Geraets |
| 15. August 2021 15:00 Uhr | Strafen: 4×                    | Spielbericht | Strafen: 4×                            | Verde Complex, Podgorica Zuschauer: 301 Schiedsrichter: Ruud Geraets, Paul Geraets |

### Finale
| 15. August 2021 17:30 Uhr | Deutschland                | 19:25        | Ungarn                                            | Verde Complex, Podgorica Zuschauer: 545 Schiedsrichter: Marko Sekulić, Vladimir Jovandić |
| 15. August 2021 17:30 Uhr | meiste Tore: Nieke Kühne 6 | (10:12)      | meiste Tore: Liliána Csernyánszki, Júlia Farkas 5 | Verde Complex, Podgorica Zuschauer: 545 Schiedsrichter: Marko Sekulić, Vladimir Jovandić |
| 15. August 2021 17:30 Uhr | Strafen: 4×                | Spielbericht | Strafen: 3× 1×                                    | Verde Complex, Podgorica Zuschauer: 545 Schiedsrichter: Marko Sekulić, Vladimir Jovandić |

## Zwischenrunde
In dieser Runde nahmen die dritt- und viertplatzierten Teams aus der Vorrunde teil. Das Spiel aus der Vorrunde wurde mit in die Zwischenrunde genommen.

### Gruppe I1
| Pl. | Land       | Sp. | S | U | N | Tore    | Diff. | Punkte |
| --- | ---------- | --- | - | - | - | ------- | ----- | ------ |
| 1.  | Schweiz    | 3   | 3 | 0 | 0 | 097:810 | +16   | 06:00  |
| 2.  | Schweden   | 3   | 2 | 0 | 1 | 077:710 | +6    | 04:20  |
| 3.  | Slowenien  | 3   | 1 | 0 | 2 | 073:660 | +7    | 02:40  |
| 4.  | Österreich | 3   | 0 | 0 | 3 | 060:890 | −29   | 00:60  |

| 10. August 2021 14:00 Uhr | Österreich                      | 17:28        | Slowenien                     | Verde Complex, Podgorica Zuschauer: 50 Schiedsrichter: Andrej Budzák, Michal Záhradník |
| 10. August 2021 14:00 Uhr | meiste Tore: Santina Sabatnig 5 | (10:13)      | meiste Tore: Nena Černigoj 10 | Verde Complex, Podgorica Zuschauer: 50 Schiedsrichter: Andrej Budzák, Michal Záhradník |
| 10. August 2021 14:00 Uhr | Strafen: 1× 7×                  | Spielbericht | Strafen: 7×                   | Verde Complex, Podgorica Zuschauer: 50 Schiedsrichter: Andrej Budzák, Michal Záhradník |

| 10. August 2021 16:00 Uhr | Schweiz                        | 34:30        | Schweden                                           | Verde Complex, Podgorica Zuschauer: 100 Schiedsrichter: Marko Sekulić, Vladimir Jovandić |
| 10. August 2021 16:00 Uhr | meiste Tore: Mia Emmenegger 14 | (19:13)      | meiste Tore: Emma Mihailovic, Elise Lönnegren je 6 | Verde Complex, Podgorica Zuschauer: 100 Schiedsrichter: Marko Sekulić, Vladimir Jovandić |
| 10. August 2021 16:00 Uhr | Strafen: 3×                    | Spielbericht | Strafen: 2×                                        | Verde Complex, Podgorica Zuschauer: 100 Schiedsrichter: Marko Sekulić, Vladimir Jovandić |

| 11. August 2021 14:00 Uhr | Slowenien                     | 27:28        | Schweiz                       | Verde Complex, Podgorica Zuschauer: 50 Schiedsrichter: Sherif Xhema, Besfort Jahja |
| 11. August 2021 14:00 Uhr | meiste Tore: Nena Černigoj 13 | (15:13)      | meiste Tore: Mia Emmenegger 9 | Verde Complex, Podgorica Zuschauer: 50 Schiedsrichter: Sherif Xhema, Besfort Jahja |
| 11. August 2021 14:00 Uhr | Strafen: 3×                   | Spielbericht | Strafen: 3×                   | Verde Complex, Podgorica Zuschauer: 50 Schiedsrichter: Sherif Xhema, Besfort Jahja |

| 11. August 2021 16:00 Uhr | Schweden                       | 26:19        | Österreich                        | Verde Complex, Podgorica Zuschauer: 50 Schiedsrichter: Anton Pawljukow, Konstantin Jerschow |
| 11. August 2021 16:00 Uhr | meiste Tore: Emma Mihailovic 8 | (13:8)       | meiste Tore: Viktoria Polanszky 5 | Verde Complex, Podgorica Zuschauer: 50 Schiedsrichter: Anton Pawljukow, Konstantin Jerschow |
| 11. August 2021 16:00 Uhr | Strafen: 1×                    | Spielbericht | Strafen: 6×                       | Verde Complex, Podgorica Zuschauer: 50 Schiedsrichter: Anton Pawljukow, Konstantin Jerschow |

### Gruppe I2
| Pl. | Land       | Sp. | S | U | N | Tore    | Diff. | Punkte |
| --- | ---------- | --- | - | - | - | ------- | ----- | ------ |
| 1.  | Portugal   | 3   | 2 | 1 | 0 | 078:740 | +4    | 05:10  |
| 2.  | Frankreich | 3   | 2 | 0 | 1 | 094:670 | +27   | 04:20  |
| 3.  | Slowakei   | 3   | 1 | 1 | 1 | 063:750 | −12   | 03:30  |
| 4.  | Tschechien | 3   | 0 | 0 | 3 | 070:890 | −19   | 00:60  |

| 10. August 2021 14:00 Uhr | Slowakei                      | 23:21        | Tschechien                                           | SC Morača, Podgorica Zuschauer: 50 Schiedsrichter: Sherif Xhema, Besfort Jahja |
| 10. August 2021 14:00 Uhr | meiste Tore: Radka Šalatová 5 | (12:10)      | meiste Tore: Veronika Gabrhelová, Eliška Řádová je 4 | SC Morača, Podgorica Zuschauer: 50 Schiedsrichter: Sherif Xhema, Besfort Jahja |
| 10. August 2021 14:00 Uhr | Strafen: 1× 3×                | Spielbericht | Strafen: 6×                                          | SC Morača, Podgorica Zuschauer: 50 Schiedsrichter: Sherif Xhema, Besfort Jahja |

| 10. August 2021 16:00 Uhr | Portugal                       | 27:25        | Frankreich                  | SC Morača, Podgorica Zuschauer: 100 Schiedsrichter: Anton Pawljukow, Konstantin Jerschow |
| 10. August 2021 16:00 Uhr | meiste Tore: Luciana Rebelo 10 | (14:9)       | meiste Tore: Lilou Pintat 8 | SC Morača, Podgorica Zuschauer: 100 Schiedsrichter: Anton Pawljukow, Konstantin Jerschow |
| 10. August 2021 16:00 Uhr | Strafen: 3×                    | Spielbericht | Strafen: 1× 4×              | SC Morača, Podgorica Zuschauer: 100 Schiedsrichter: Anton Pawljukow, Konstantin Jerschow |

| 11. August 2021 14:00 Uhr | Tschechien                         | 26:28        | Portugal                      | SC Morača, Podgorica Zuschauer: 50 Schiedsrichter: Christian Hannes, David Hannes |
| 11. August 2021 14:00 Uhr | meiste Tore: Veronika Gabrhelová 5 | (16:16)      | meiste Tore: Sofia Ferreira 6 | SC Morača, Podgorica Zuschauer: 50 Schiedsrichter: Christian Hannes, David Hannes |
| 11. August 2021 14:00 Uhr | Strafen: 5×                        | Spielbericht | Strafen: 1× 3×                | SC Morača, Podgorica Zuschauer: 50 Schiedsrichter: Christian Hannes, David Hannes |

| 11. August 2021 16:00 Uhr | Frankreich                  | 31:17        | Slowakei                                       | SC Morača, Podgorica Zuschauer: 150 Schiedsrichter: Stefan Ivanović, Marko Vujisić |
| 11. August 2021 16:00 Uhr | meiste Tore: Emma Tucella 6 | (18:9)       | meiste Tore: Anna Mészáros, Panna Hornyák je 4 | SC Morača, Podgorica Zuschauer: 150 Schiedsrichter: Stefan Ivanović, Marko Vujisić |
| 11. August 2021 16:00 Uhr | Strafen: 4×                 | Spielbericht | Strafen: 1× 3×                                 | SC Morača, Podgorica Zuschauer: 150 Schiedsrichter: Stefan Ivanović, Marko Vujisić |

## Platzierungsspiele

### Playoff um Platz 13–16
| 13. August 2021 13:00 Uhr | Slowenien                                | 23:28        | Tschechien                                              | SC Morača, Podgorica Zuschauer: 30 Schiedsrichter: Sherif Xhema, Besfort Jahja |
| 13. August 2021 13:00 Uhr | meiste Tore: Azra Zulić, Deja Udovč je 5 | (11:15)      | meiste Tore: Marcela Skácelová, Šárka Kapusniaková je 5 | SC Morača, Podgorica Zuschauer: 30 Schiedsrichter: Sherif Xhema, Besfort Jahja |
| 13. August 2021 13:00 Uhr | Strafen: 1× 6×                           | Spielbericht | Strafen: 1× 4×                                          | SC Morača, Podgorica Zuschauer: 30 Schiedsrichter: Sherif Xhema, Besfort Jahja |

| 13. August 2021 15:30 Uhr | Slowakei                                         | 20:32        | Österreich                       | SC Morača, Podgorica Zuschauer: 30 Schiedsrichter: Anton Pawljukow, Konstantin Jerschow |
| 13. August 2021 15:30 Uhr | meiste Tore: Laura Walterová, Karin Kužmová je 4 | (11:16)      | meiste Tore: Santina Sabatnig 12 | SC Morača, Podgorica Zuschauer: 30 Schiedsrichter: Anton Pawljukow, Konstantin Jerschow |
| 13. August 2021 15:30 Uhr | Strafen: 1× 5×                                   | Spielbericht | Strafen: 4×                      | SC Morača, Podgorica Zuschauer: 30 Schiedsrichter: Anton Pawljukow, Konstantin Jerschow |

#### Spiel um Platz 15
| 14. August 2021 10:00 Uhr | Slowenien                                                                   | 23:33        | Slowakei                       | SC Morača, Podgorica Zuschauer: 30 Schiedsrichter: Ruud Geraets, Paul Geraets |
| 14. August 2021 10:00 Uhr | meiste Tore: Žana Cerovak, Tinkara Kogovšek, Nika Dodič, Nena Černigoj je 4 | (10:18)      | meiste Tore: Dominika Brnová 8 | SC Morača, Podgorica Zuschauer: 30 Schiedsrichter: Ruud Geraets, Paul Geraets |
| 14. August 2021 10:00 Uhr | Strafen: 4×                                                                 | Spielbericht | Strafen: 2×                    | SC Morača, Podgorica Zuschauer: 30 Schiedsrichter: Ruud Geraets, Paul Geraets |

#### Spiel um Platz 13
| 14. August 2021 12:30 Uhr | Tschechien                    | 22:19        | Österreich                   | SC Morača, Podgorica Zuschauer: 50 Schiedsrichter: Dsmitryj Nabokau, Sjarhej Kulik |
| 14. August 2021 12:30 Uhr | meiste Tore: Anna Kubálková 4 | (10:8)       | meiste Tore: Daniela Weber 6 | SC Morača, Podgorica Zuschauer: 50 Schiedsrichter: Dsmitryj Nabokau, Sjarhej Kulik |
| 14. August 2021 12:30 Uhr | Strafen: 1×                   | Spielbericht | Strafen: 1×                  | SC Morača, Podgorica Zuschauer: 50 Schiedsrichter: Dsmitryj Nabokau, Sjarhej Kulik |

### Playoff um Platz 9–12
| 13. August 2021 18:00 Uhr | Schweiz                         | 35:28        | Frankreich                  | SC Morača, Podgorica Zuschauer: 33 Schiedsrichter: Ruud Geraets, Paul Geraets |
| 13. August 2021 18:00 Uhr | meiste Tore: Clairebel Coker 10 | (17:15)      | meiste Tore: Lilou Pintat 6 | SC Morača, Podgorica Zuschauer: 33 Schiedsrichter: Ruud Geraets, Paul Geraets |
| 13. August 2021 18:00 Uhr | Strafen: 4×                     | Spielbericht | Strafen: 3×                 | SC Morača, Podgorica Zuschauer: 33 Schiedsrichter: Ruud Geraets, Paul Geraets |

| 13. August 2021 20:30 Uhr | Portugal                   | 26:22        | Schweden                       | SC Morača, Podgorica Zuschauer: 50 Schiedsrichter: Dsmitryj Nabokau, Sjarhej Kulik |
| 13. August 2021 20:30 Uhr | meiste Tore: Luana Jesus 6 | (15:9)       | meiste Tore: Elise Lönnegren 4 | SC Morača, Podgorica Zuschauer: 50 Schiedsrichter: Dsmitryj Nabokau, Sjarhej Kulik |
| 13. August 2021 20:30 Uhr | Strafen: 1× 3×             | Spielbericht | Strafen: 1×                    | SC Morača, Podgorica Zuschauer: 50 Schiedsrichter: Dsmitryj Nabokau, Sjarhej Kulik |

#### Spiel um Platz 11
| 14. August 2021 15:00 Uhr | Frankreich                  | 31:29        | Schweden                   | SC Morača, Podgorica Zuschauer: 68 Schiedsrichter: Anton Pawljukow, Konstantin Jerschow |
| 14. August 2021 15:00 Uhr | meiste Tore: Lilou Pintat 6 | (15:18)      | meiste Tore: Alice Salmi 5 | SC Morača, Podgorica Zuschauer: 68 Schiedsrichter: Anton Pawljukow, Konstantin Jerschow |
| 14. August 2021 15:00 Uhr | Strafen: 1×                 | Spielbericht | Strafen: 4×                | SC Morača, Podgorica Zuschauer: 68 Schiedsrichter: Anton Pawljukow, Konstantin Jerschow |

#### Spiel um Platz 9
| 14. August 2021 17:30 Uhr | Schweiz                       | 39:30        | Portugal                       | SC Morača, Podgorica Zuschauer: 50 Schiedsrichter: Stefan Ivanović, Marko Vujisić |
| 14. August 2021 17:30 Uhr | meiste Tore: Mia Emmenegger 8 | (21:15)      | meiste Tore: Luciana Rebelo 12 | SC Morača, Podgorica Zuschauer: 50 Schiedsrichter: Stefan Ivanović, Marko Vujisić |
| 14. August 2021 17:30 Uhr | Strafen: 1×                   | Spielbericht | Strafen: 2×                    | SC Morača, Podgorica Zuschauer: 50 Schiedsrichter: Stefan Ivanović, Marko Vujisić |

### Playoff um Platz 5–8
| 13. August 2021 13:00 Uhr | Montenegro                     | 17:33        | Norwegen                                         | Verde Complex, Podgorica Zuschauer: 100 Schiedsrichter: Alain Rauchs, Philippe Linster |
| 13. August 2021 13:00 Uhr | meiste Tore: Jelena Vukčević 5 | (6:16)       | meiste Tore: Nicoline Jullumstrø, Ine Fremo je 5 | Verde Complex, Podgorica Zuschauer: 100 Schiedsrichter: Alain Rauchs, Philippe Linster |
| 13. August 2021 13:00 Uhr | Strafen: 6×                    | Spielbericht | Strafen: 1×                                      | Verde Complex, Podgorica Zuschauer: 100 Schiedsrichter: Alain Rauchs, Philippe Linster |

| 13. August 2021 15:30 Uhr | Rumänien                                                  | 23:27        | Kroatien                | Verde Complex, Podgorica Zuschauer: 100 Schiedsrichter: Christian Hannes, David Hannes |
| 13. August 2021 15:30 Uhr | meiste Tore: Diana Lixăndroiu, Mihaela Andreea Mihai je 5 | (18:12)      | meiste Tore: Iva Bule 8 | Verde Complex, Podgorica Zuschauer: 100 Schiedsrichter: Christian Hannes, David Hannes |
| 13. August 2021 15:30 Uhr | Strafen: 3×                                               | Spielbericht | Strafen: 1× 4×          | Verde Complex, Podgorica Zuschauer: 100 Schiedsrichter: Christian Hannes, David Hannes |

#### Spiel um Platz 7
| 15. August 2021 10:00 Uhr | Montenegro                    | 24:30        | Rumänien                      | Verde Complex, Podgorica Zuschauer: 200 Schiedsrichter: Alain Rauchs, Philippe Linster |
| 15. August 2021 10:00 Uhr | meiste Tore: Mia Ražnatović 6 | (11:15)      | meiste Tore: Alisia Boiciuc 8 | Verde Complex, Podgorica Zuschauer: 200 Schiedsrichter: Alain Rauchs, Philippe Linster |
| 15. August 2021 10:00 Uhr | Strafen: 5×                   | Spielbericht | Strafen: 6×                   | Verde Complex, Podgorica Zuschauer: 200 Schiedsrichter: Alain Rauchs, Philippe Linster |

#### Spiel um Platz 5
| 15. August 2021 12:30 Uhr | Norwegen                    | 21:33        | Kroatien                | Verde Complex, Podgorica Zuschauer: 100 Schiedsrichter: Stefan Ivanović, Marko Vujisić |
| 15. August 2021 12:30 Uhr | meiste Tore: Silje Rekdal 5 | (10:18)      | meiste Tore: Iva Bule 8 | Verde Complex, Podgorica Zuschauer: 100 Schiedsrichter: Stefan Ivanović, Marko Vujisić |
| 15. August 2021 12:30 Uhr | Strafen: 4×                 | Spielbericht | Strafen: 1×             | Verde Complex, Podgorica Zuschauer: 100 Schiedsrichter: Stefan Ivanović, Marko Vujisić |

## Torschützenliste
| Platz | Spieler             | Team        | Tore | Spiele |
| ----- | ------------------- | ----------- | ---- | ------ |
| 1.    | Viola Leuchter      | Deutschland | 55   | 7      |
| 2.    | Julie Scaglione     | Dänemark    | 51   | 7      |
| 2.    | Alina Reschetnikowa | Russland    | 51   | 7      |
| 4.    | Mia Emmenegger      | Schweiz     | 50   | 7      |
| 5.    | Nieke Kühne         | Deutschland | 49   | 7      |
| 5.    | Alisia Boiciuc      | Rumänien    | 49   | 7      |
| 7.    | Nena Černigoj       | Slowenien   | 48   | 7      |
| 8.    | Katja Vuković       | Kroatien    | 46   | 7      |
| 9.    | Diana Lixăndroiu    | Rumänien    | 42   | 7      |
| 10.   | Iva Bule            | Kroatien    | 40   | 7      |

## All-Star-Team
| Katja Vuković |                 | Kata Juhász         |                | Mia Emmenegger |
|               | Julie Scaglione |                     | Viola Leuchter |                |
|               |                 | Alina Reschetnikowa |                |                |
|               |                 | Klára Zaj           |                |                |

Beste Abwehrspielerin: Darja Lawrentjewa 